# Сафаргулово
Сафаргу́лово (рос. Сафаргулово, башк. Сәфәрғол) — присілок у складі Бєлорєцького району Башкортостану, Росія. Входить до складу Інзерської сільської ради.
Населення — 99 осіб (2010; 116 в 2002).
Національний склад:
- башкири — 93%